# Supercorda tipo I SO(32)
Na Física teórica, a teoria das supercordas do Tipo I SO(32), no âmbito da teoria de perturbação do acoplamento fraco, é uma das cinco diferentes teorias das cordas consistentes.
Esta é uma teoria que contém cordas abertas e tem uma supersimetria {\displaystyle (N=1)} em 10 dimensões. Na teoria do tipo I SO(32), as cordas abertas podem carregar medidores de graus de liberdade em seus terminais, e cancelamento de anomalias que restringe exclusivamente o grupo de gauge para ser SO(32). Ela contém D-branas com 1, 5 e 9 dimensões espaciais.

## 5 tipos de teorias
Em termos da teoria de perturbação de acoplamento fraco parece haver apenas cinco consistentes teorias das supercordas  conhecidas como: Tipo I SO(32)   , Tipo IIA, Tipo IIB, Tipo Heterótica SO(32) e Heterótica E8×E8  .
| Supercorda | Supercorda                | Supercorda | Supercorda |
| ---------- | ------------------------- | --- | ---------- |
| Tipo       | Dimensões do espaço-tempo | Detalhes - Supersimetria entre as forças e matéria                                                                                         | D Brane    |
| I          | 10                        | Ambas com cordas abertas e fechadas. Inexistência de taquiões. O grupo de simetria é SO(32).                                               | 1,5,9      |
| IIA        | 10                        | Apenas cordas fechadas vinculadas às D-branas. Inexistência de taquiões. Fermiões sem massa não são quirais.                               | 0,2,4,6,8  |
| IIB        | 10                        | Apenas cordas fechadas vinculadas a D-branas. Inexistência de taquiões. Fermiões sem massa quirais.                                        | -1,1,3,5,7 |
| HO         | 10                        | Apenas com cordas fechadas.Sem taquiões. Heterotico, i.e, os movimentos direitos e esquerdo da corda divergem. O grupo simétrico é SO(32). | Nenhum     |
| HE         | 10                        | Somente com cordas fechadas. Sem taquiões. Heterotico. Grupo de simetria E8xE8.                                                            | Nenhum     |